# Geronov križ
 Geronov križ (također: Geronovo raspelo) u Kölnskoj katedrali je jedan od najstarijih sačuvanih kršćanskih križeva u nekoj od država sjeverno od Alpa. Križ je dug 2,88 metra, napravljen iz hrastovine tijekom vladavine Otonske dinastije, krajem 10. stoljeća i smatra se jednom od prvih monumentalnih skulptura Srednjeg vijeka. U povijesti ikonografije Katoličke Crkve, ova skulptura je primjer promjene predstavljanja Spasitelja, koji je prije toga predstavljan kao pobjednik a sada prvi put kao čovjek i patitelj. Ova skulptura bila je uzor mnogim drugim skulpturama Krista, napravljenim u Srednjem vijeku. 

## Vanjske poveznice
- Geronovov križ na službenoj stranici Kölnske katedrale  Arhivirana inačica izvorne stranice od 24. listopada 2014. (Wayback Machine)